# Jahan Gulam Nuristani
Jahan Gulam Nuristani (ur. 1925, zm. ?) – afgański hokeista na trawie.
Był jednym z reprezentantów Afganistanu w hokeju na trawie na Letnich Igrzyskach Olimpijskich 1948, które odbyły się w Londynie oraz na Letnich Igrzyskach Olimpijskich 1956 w Melbourne.